# Uuradech Uecla
Uuradech Uecla ou Feradach Find Fechtnach est un roi mythique des Pictes qui aurait régné au IVe siècle.
Uuardech Uclea est un roi légendaire des Pictes qui selon les listes royales de la « Chronique Picte » règne deux ans entre Canutulachama et Gartnait diuuberr. Du fait du caractère héroïque du personnage la courte durée de son règne
est peut-être l'indice qu'il fut tué dans les interminables luttes internes de l'époque 
Uuardech est identifié par Hector Munro Chadwick et Marjorie Ogilvie Anderson avec le « roi d’Alba » nommé Feradach Find Fechtbach (i.e Héros Blanc) par le Ms Rawlinson B 502, le Livre de Leinster et le Book of Lecan et qui est réputé être le père de la princesse Mongfind épouse de l’Eóganachta de Munster Conall Corc mac Lugaid et mère de Lughid et de Cairpre Cruithnechan (i.e le petit Picte) ce dernier étant l’ancêtre des Eóganachta de Magh Geirginn le clan d’ « Oengus roi d’Alba » identifié avec Onuist mac Urguist.
Un autre fils du couple; Maine Lemma (i.e: Maine de Leven, du nom du Loch Leven, en Écosse) , se serait également établi en Alba, pays natal de sa mère et serait à l'origine du sept de Lemnaig ancêtre mythique de la lignée des mormaer de Lennox.